# Werner Lueg
Werner Lueg (ur. 16 września 1931 w Brackwede, zm. 13 lipca 2014 w Gehrden) – zachodnioniemiecki lekkoatleta (średniodystansowiec), medalista olimpijski z 1952.
Specjalizował się w biegu na 1500 metrów. 29 czerwca 1952 w Berlinie wyrównał należący do Gundera Hägga i Lennarta Stranda rekord świata na tym dystansie, osiągając czas 3:43,0.
Zdobył brązowy medal na igrzyskach olimpijskich w 1952 w Helsinkach w biegu na 1500 metrów (za Luksemburczykiem Josym Barthelem i Amerykaninem Bobem McMillenem).
Na mistrzostwach Europy w 1954 w Bernie Lueg zajął 5. miejsce w finale tej konkurencji.
Był mistrzem Niemiec w biegu na 1500 metrów w latach 1952–1955 oraz wicemistrzem w 1951 i 1957, a także mistrzem w sztafecie 3 × 1000 metrów w 1954 i 1955.
Rekordy życiowe:
| Konkurencja         | Data i miejsce          | Wynik  |
| ------------------- | ----------------------- | ------ |
| bieg na 1500 metrów | 29 czerwca 1952, Berlin | 3:43,0 |